# Poesia escáldica

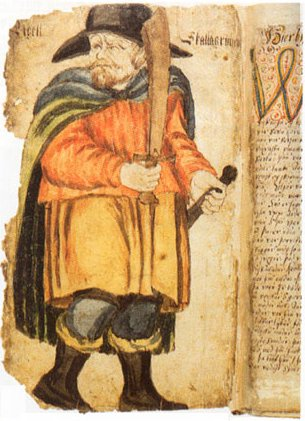
Egil Skallagrimsson
escaldo islandês do séc. X
em imagem do séc. XVII.

A poesia escáldica foi uma forma literária oral da Noruega e da Islândia entre o séc. X e XII.

Os poemas escáldicos eram compostos e cantados ou declamados pelos poetas escaldos, abordando acontecimentos atuais e usando um estilo abundante em metáforas, rico em sinónimos poéticos (heiti) e substituições poéticas (kenning).

A principal fonte do nosso conhecimento sobre a poesia escáldica está na Edda em prosa, um manual do séc. XIII para poetas escaldos e um guia da mitologia nórdica antiga. 

Os deuses Bragi e Odin eram os protetores divinos dos escaldos e da poesia escáldica.

## Escaldos famosos
- Alfredo, o Poeta Perturbado (escaldo islandês, 965-1007)
- Egil Skallagrimsson (escaldo islandês, 900-992)
- Eyvind Skaldaspillir (escaldo norueguês, 915-990)
- Thjodolf de Hvinir (escaldo norueguês, séc. X)
- Torbjørn Hornkløve (escaldo norueguês, séc. IX)